# Helmut Langer (Designer)
Helmut Langer (* 4. April 1945 in Johanngeorgenstadt) ist Diplom-Designer und Professor im Bereich visuelle Kommunikation, Autor und Dozent.

## Ausbildung
Langer studierte an den Kölner Werkschulen Grafik-Design. Nach einjähriger Tätigkeit als Art Director in einer Schweizer Werbeagentur ist Helmut Langer seit 1970 als freiberuflicher visueller Gestalter tätig.

## Verbandstätigkeiten
Helmut Langer war von 1987 bis 1993 zweiter deutscher Präsident und Vorstandsmitglied des Icograda, Weltdachverband für Grafik-Design und visuelle Kommunikation. Er war Gründungs-Präsident der „ICOGRADA Foundation“, der „Friends of ICOGRADA“ und des International Biennales Coordinating Committee (IBCC). Er ist als Juror bei vielen internationalen Design-Wettbewerben tätig und war von 1993 bis 2003 international Competition Chairman von Icograda.
Er ist Mitglied des Internationalen Instituts für Informations Design in Wien (IIID), Ehrenmitglied der Grafik-Design Biennale Association Brno/CZ und der Bienal Internacional del Cartel en Mexico.

## Lehrtätigkeit
Als Professor wurde Helmut Langer 1991 bis 1993 an die Hochschule für Kunst und Design in Halle berufen. Er lehrte als Gastprofessor an der Nagoya University of Arts (Japan), an der INACAP Universidad in Santiago de Chile und am National College of Art and Design (NCAD) in Dublin. Seit 2004 lehrt er visuelle Gestaltung an der ecosign/Akademie für Gestaltung in Köln und seit 2007 am National Institute of Design in Ahmedabad (NID), Indien.

## Werke
Helmut Langer ist spezialisiert auf institutionelle, kulturelle, soziale und umweltbezogene Kommunikation für internationale Organisationen und europäische Institutionen. Konzeption und visuelle Gestaltung vieler globaler und multikultureller Projekte, u. a. für die Vereinten Nationen, für die UNESCO (u. a. Weltkampagne „Tolerance - Respect Others“, Weltkampagne „UN Decade of Education for Sustainable Development“), für UNEP (u. a. Symbol „Sustainable Consumption“, Symbol „Life Cycle Initiative“), sowie für UNFCCC (Responding to Climate Change – „Milestones“ für globales Networking).

## Auszeichnungen
Helmut Langer erhielt viele internationale Preise und Auszeichnungen, u. a. Art Directors Club New York, Adelaide Art Directors Club (Australien), International Calendar Competition Tokio, Type Directors Club New York, World Calendar Awards Competition USA, zuletzt Goldmedaille International Contest of Trade Marks and Logotypes TAMGA 2004 in Russland, er ist vertreten in internationalen Design-Sammlungen, -Ausstellungen und Publikationen, u. a. First Choice – Leading International Designers, edited by Ken Cato, Australien 2003; World Identity, edited by Robert Peters, USA 2005.
2008 verlieh die Nagoya University of Arts, Japan, Helmut Langer als erstem nicht-japanischen Designer den Titel Professor honoris causa. Er trägt seitdem den vollen Titel Prof. h.c. Prof.(CHN) Dipl.-Des.

## Werdegang
- Offizielle Website
- Vorstellung Langers (Memento vom 29. November 2014 im Internet Archive) bei ecosign.net

| Personendaten    | Personendaten                          |
| ---------------- | -------------------------------------- |
| NAME             | Langer, Helmut                         |
| KURZBESCHREIBUNG | deutscher Designer und Hochschullehrer |
| GEBURTSDATUM     | 4. April 1945                          |
| GEBURTSORT       | Johanngeorgenstadt, Deutsches Reich    |